# Ypsilandra thibetica
Ypsilandra thibetica är en nysrotsväxtart som beskrevs av Adrien René Franchet. Ypsilandra thibetica ingår i släktet Ypsilandra och familjen nysrotsväxter. Inga underarter finns listade.